# Rhaphidorrhynchium crispans
Rhaphidorrhynchium crispans là một loài Rêu trong họ Sematophyllaceae. Loài này được (Besch.) Broth. miêu tả khoa học đầu tiên năm 1925.